# Boeing 737
Boeing 737 — близько та середньомагістральний дводвигунний вузькофюзеляжний пасажирський реактивний літак, який розробила та виробляє компанія Boeing Commercial Airplanes. В березні 2018-ого року компанія виготовила 10 000-й літак цієї моделі, це робить його наймасовішим реактивним літаком, що виготовляється, за всю історію пасажирського авіабудування. 2006 року у світі експлуатується понад 4500 літаків Боїнг-737, що складає більше чверті від загальної чисельності парку великих цивільних літаків, щосекунди в повітрі перебуває понад 1000 таких літаків. Модель Боїнг-737 входить до складу парку понад 540 авіакомпаній, маршрутні мережі яких зв'язують понад 1200 міст в 190 країнах.

## Модифікації

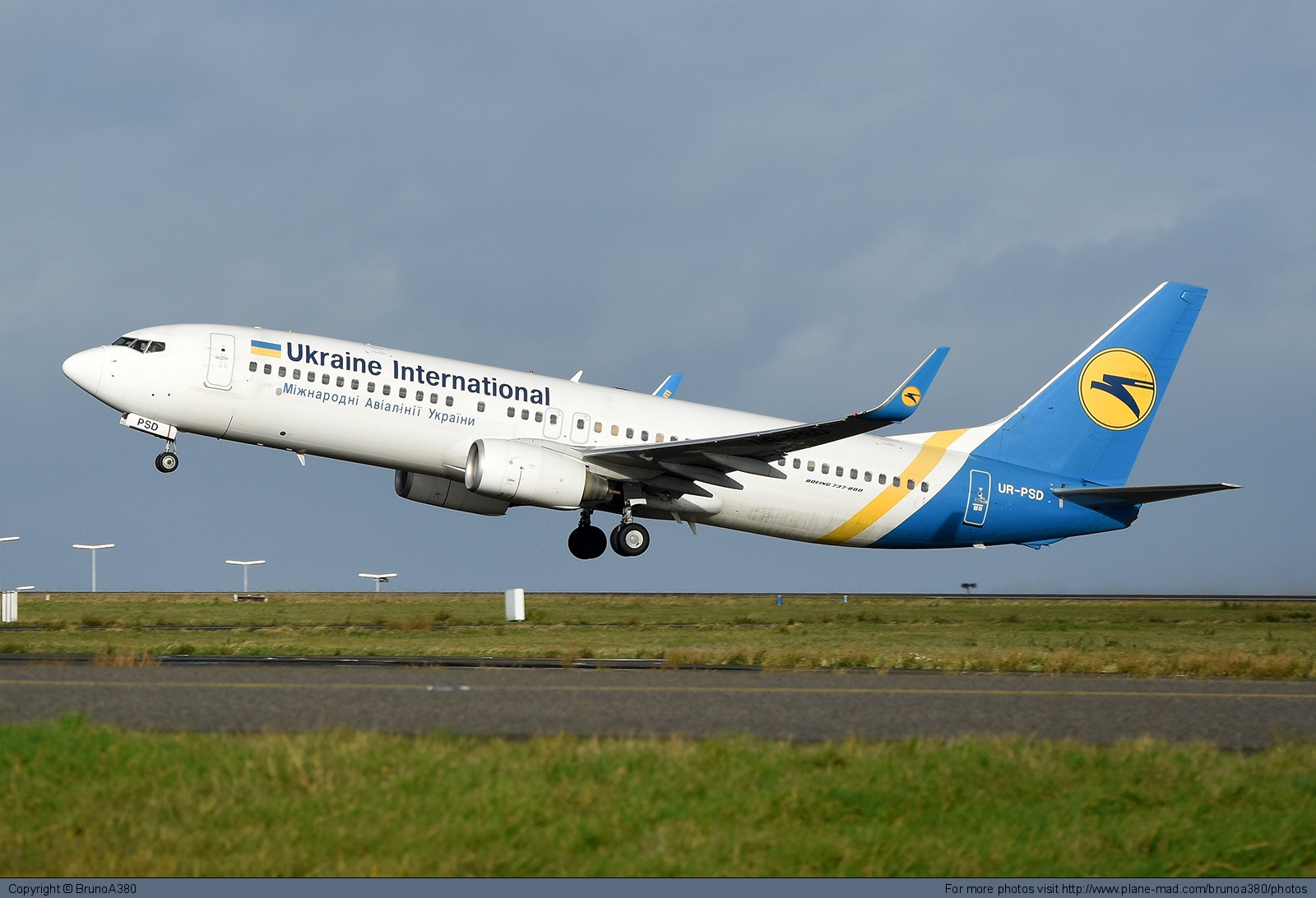
Літак Boeing 737—800 Міжнародних Авіаліній України (UR-PSD)

До складу сімейства Боїнг 737 входять перші модифікації Боїнг 737—100 і Боїнг 737—200, які увійшли до комерційної експлуатації в 1968 році, модифікації серії Classic (Боїнг 737—300, Боїнг 737—400 і Боїнг 737—500), що увійшли до експлуатації в 1980-х роках, а також новітні модифікації серії Next-Generation (Боїнг 737—600, Боїнг 737—700, Боїнг 737—800 і Боїнг 737-900ER), що увійшли до експлуатації в 1998 році.
Боїнг 737—300 пасажирський літак для авіаліній малої та середньої протяжності. Створений у 1981 році для американських авіакомпаній USair та Southwest Airlines. Літак припинили будувати у 1999 році. Зараз найбільше Боїнгів 737—300 літає в авіакомпанії Southwest Airlines (173 машини).
Боїнг 737—400 — пасажирський літак для авіаліній малої та середньої протяжності. Розробляти літак 737—400 фірма «Боїнг» офіційно розпочала на початку червня 1986 року, отримавши замовлення від американської авіакомпанії «П'ємонт Ерлайнз» на 55 літаків. Льотні випробування дослідного літака почалися 23 лютого 1988 року, сертифікація завершилася у вересні, а 1 жовтня був виконаний перший комерційний рейс.
Боїнг 737—500 — пасажирський літак для авіаліній малої протяжності. Він був створений для заміни застарілої моделі 737—200.
Боїнг 737—600 — пасажирський літак для авіаліній малої та середньої протяжності. Створений для заміни моделі 737—500. Після завершення будівництва Боїнга 717 Боїнг 737—600 залишився єдиним стомісним Боїнгом.
Боїнг 737—700 — пасажирський літак для авіаліній малої та середньої протяжності. Літак створений задля заміни застарілого Боїнга 737—300. 737—700 має нове крило, з покращеною аеродинамікою. Також на кінчиках крил є нові вінглети. Вони покращують аеродинаміку крил.
Спочатку літак був сертифікований з максимальною злітною масою 62,88 т, а в березні 1989 року — зі злітною масою 68,1 т. Основна відмінність цього літака від базової моделі 737—300 полягає в збільшенні фюзеляжу на 3,05 м і застосуванні потужніших двигунів CFM56.

## Технічні характеристики
| Характеристика          | 737-100              | 737-200           | 737-300           | 737-400             | 737-500              | 737-600     | 737-700           | 737-800                | 737-900               | 737-900ER           |
| ----------------------- | -------------------- | ----------------- | ----------------- | ------------------- | -------------------- | ----------- | ----------------- | ---------------------- | --------------------- | ------------------- |
| Довжина                 | 28,65 м              | 30,50 м           | 33,25 м           | 36,40 м             | 31,01 м              | 31,20 м     | 33,60 м           | 39,50 м                | 42,10 м               | 42,10 м             |
| Розмах крила            | 28,35 м              | 28,35 м           | 28,88 м           | 28,88 м             | 28,88 м              | 34,30 м     | 34,30 м           | 34,30 м                | 34,30 м               | 34,30 м             |
| Ширина фюзеляжу         | 3,76 м               | 3,76 м            | 3,76 м            | 3,76 м              | 3,76 м               | 3,76 м      | 3,76 м            | 3,76 м                 | 3,76 м                | 3,76 м              |
| Кількість місць         | 85-99                | 96-133            | 123-149           | 146-168             | 103-122              | 110-132     | 128-149           | 162-189                | 177-189               | 180-215             |
| Максимальна злітна маса | 49 940 кг            | 58 100 кг         | 61 250 кг         | 62 820 кг           | 52 400 кг            | 65 150 кг   | 69 400 кг         | 79 010 кг              | 79 200 кг             | 83 627 кг           |
| Крейсерська швидкість   | 917 км/год           | 917 км/год        | 907 км/год        | 907 км/год          | 907 км/год           | 852 км/год  | 852 км/год        | 852 км/год             | 852 км/год            | 852 км/год          |
| Дальність польоту       | 3440 км              | 4200 км           | 4400 км           | 5000 км             | 5200 км              | 5648 км     | 6230 км           | 5665 км                | 5800 км               | 5925 км             |
| Перша поставка          | 10.02.1968 Lufthansa | 28.04.1968 United | 28.11.1984 US Air | 15.09.1988 Piedmont | 28.02.1990 Southwest | 08.1998 SAS | 10.1997 Southwest | 24.04.1998 Hapag Lloyd | 17.05.2001 Alaska Air | 27.04.2007 Lion Air |

- Висота кіля: 12,6 м (-600), 12,5 м (-700, -800, -900, -900ER).
- Максимальна ширина пасажирського салону: 3,5 м (всі моделі).
- Двигуни: Пратт & Уітні JT8D (-100, -200), CFMI CFM56-3 (-300, -400, -500), CFMI CFM56-7 (-600, -700, -800, -900, -900ER).
- Вартість (доларів США): від 51,5 млн до 87 млн $ в цінах 2008 року.

## Аварії та катастрофи Boeing-737
1995

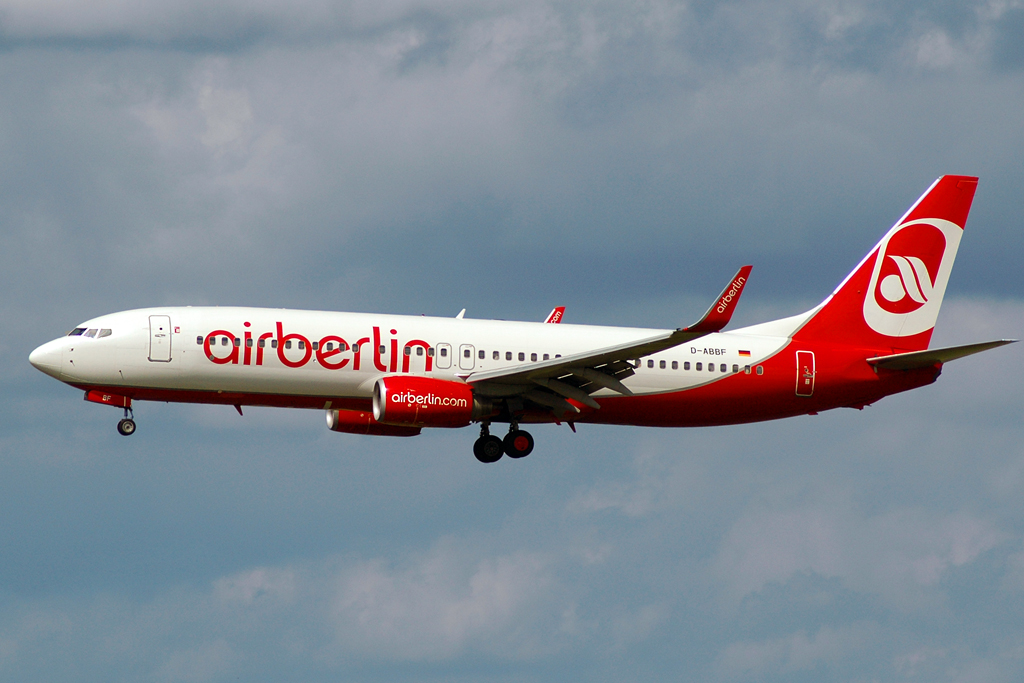
Boeing 737—800

- 9 серпня в Сальвадорі під час підлітання до Сан-Сальвадору врізався в вулкан Чіконтепек «Боїнг 737» гватемальської компанії «Авіатека». Загинули всі 60 осіб, що перебували на його борту.

1999
- 31 серпня в аеропорту Буенос-Айреса при зльоті впав аргентинський «Боїнг 737». Загинули близько 80 осіб.

2002
- 14 січня семеро людей отримали поранення під час аварії індонезійського пасажирського літака «Боїнг 737», що належить приватній авіакомпанії «Лайон Ейрлайнс». Літак з 96 пасажирами на борту впав на землю одразу після зльоту з аеропорту міста Пеканбару, що перебував за 700 кілометрів від Джакарти. При падінні з хвостової частини літака йшов дим, один двигун відвалився, отримало пошкодження одне з крил.
- 17 січня в Центральній Яві екстрену посадку на річку зробив літак «Боїнг 737» індонезійської авіакомпанії «Гаруда» з 51 пасажиром на борту. Лайнер, що здійснював рейс з індонезійського острова Ломбок в місто Джок'якарта, приводнився, не долетівши до місця призначення всього 30 кілометрів. Причина катастрофи невідома. Ніхто з пасажирів і членів екіпажу не загинув, проте кілька людей отримали поранення. При посадці праве крило літака відірвалося, а фюзеляж отримав незначні пошкодження.
- 7 травня пасажирський літак «Боїнг 737» єгипетської авіакомпанії «Іджіпт-ейр», що прямував з Каїра до Тунісу, зазнав катастрофи неподалік від столиці Тунісу. Диспетчери аеропорту отримали сигнал лиха, після чого зв'язок з літаком був втрачений. Лайнер врізався в вершину пагорба, розташованого за 10 кілометрів від туніського аеропорту. Головна причина аварії — погана видимість, викликана дощем і туманом. На борту літака перебувало 63 людини — 56 пасажирів і 7 членів екіпажу. У живих залишилися 33 людини, 27 з них отримали поранення та удари різного ступеня тяжкості.

2003
- 6 березня в Алжирі зазнав катастрофи «Боїнг 737» алжирської авіакомпанії. Під час зльоту загорівся один з двигунів. Літак упав за 600 метрів від аеродрому. На борту перебувало 103 людини, вижила лише одна.
- 8 липня в Судані розбився «Боїнг 737» суданської авіакомпанії. Літак упав відразу після зльоту і загорівся. На борту лайнера перебували 116 пасажирів, дивом вижила тільки дворічна дитина.
- 25 грудня в Беніні впав «Боїнг 737» однієї з чартерних авіакомпаній. На борту перебував 161 особа, загинули 138 осіб. Аварія сталася через перевантаженість лайнера.

2004
- 3 січня в результаті падіння «Боїнг 737» до Червоного моря в Єгипті загинули всі, хто був на борту 148 осіб. Літак належав одній із приватних авіакомпаній і здійснював рейс Шарм-еш-Шейх — Каїр — Париж.

2005
- 3 лютого в Афганістані розбився «Боїнг 737» афганської авіакомпанії. Загинули 96 пасажирів і 8 членів екіпажу.
- 14 серпня «Боїнг 737», на борту якого перебувала 121 людина, розбився в горах недалеко від Афін. Катастрофа авіалайнера першої приватної авіакомпанії Кіпру Helios Airways, що здійснював рейс з Ларнаки до Афін і далі до Праги, стала найбільшою авіакатастрофою з тих, що траплялися в Греції. Причиною стала розгерметизація кабіни літака з вини інженерів компанії, вони вимкнули автогерметізацію салону. Екіпаж знепритомнів і літак врізався в гору після того, як закінчилося пальне.
- 5 вересня на індонезійському острові Суматра розбився пасажирський літак «Боїнг-737-200». Лайнер місцевої авіакомпанії Mandala Airlines прямував рейсом з м. Медан до Джакарти. Аварія сталася через лише одну хвилину після зльоту. Літак впав прямо на житловий квартал. В результаті падіння літака виникла сильна пожежа. Загинули 147 людей — 112 пасажирів і п'ять членів екіпажу, а також 30 осіб на землі.
- 22 жовтня в Нігерії зазнав катастрофи «Боїнг 737» авіакомпанії «Бельв'ю ейрлайнз», який незабаром після зльоту з аеропорту Лагосу впав на прилеглу плантацію дерев какао. За свідченнями очевидців, літак вибухнув ще в повітрі, а потім його уламки впали на землю, утворивши декілька воронок глибиною по вісім метрів. Загинули всі 117 осіб, що перебували на борту. Попередня версія катастрофи — удар блискавки.

2006
- 29 вересня у Бразилії сталася катастрофа пасажирського літака «Боїнг 737—800». На борту лайнера, що виконував рейс з амазонського міста Манаус в Ріо-де-Жанейро з проміжною посадкою в Бразиліа, перебувало 155 осіб — 149 пасажирів і 6 членів екіпажу.
- 29 жовтня поблизу аеропорту нігерійської столиці Абуджі впав відразу після зльоту і загорівся Боїнг-737 зі 104 пасажирами та екіпажем на борту. Загинув лідер нігерійських мусульман, султан Сокото Мухаммаду Мачідо, його син — сенатор, а також син колишнього президента Нігерії Шеху Шагара. Зі 105 пасажирів і членів екіпажа «Боїнга-737» вижили дев'ятеро людей. Причиною авіакатастрофи стала помилка пілота.

2007
- 1 січня «Боїнг 737—400» приватної індонезійської авіакомпанії «Едам Ейр» розбився в західній частині острова Сулавесі. На борту літака перебувало 102 людини: 96 пасажирів (у тому числі 11 дітей) і шестеро членів екіпажу. Усі вони загинули.
- 5 травня, в Камеруні поблизу м. Дуала розбився пасажирський літак «Боїнг 737—800», що належав компанії «Кенія ейрвейз» і виконував рейс Дуала-Найробі. В результаті цієї трагедії загинуло 114 осіб: 105 пасажирів і 9 членів екіпажу.
- 7 березня при посадці в аеропорту індонезійського міста Джок'якарта на острові Ява зазнав катастрофи пасажирський літак «Боїнг 737—400» індонезійської державної авіакомпанії «Гаруда». Літак загорівся, виїхавши за межі злітно-посадкової смуги. На його борту, за різними даними, перебували 133 людини, жертвами авіакатастрофи стали 22 людини.
- 5 травня кенійський авіалайнер «Боїнг 737—800» зі 105 пасажирами та дев'ятьма членами екіпажу зазнав катастрофи на півдні Камеруну. Літак вилетів з камерунського міста Дуала до столиці Кенії Найробі; відразу після зльоту радіоконтакт з пасажирським літаком був втрачений.

2008
- 1 січня «Боїнг 737» індонезійської компанії «Адам ейр» звалився в океан між островами Ява і Сулавесі. Літак здійснював рейс з аеропорту міста Сурабая на східній Яві до столиці провінції Північний Сулавесі Манадо. Загинуло 100 осіб. Катастрофа сталася через помилку пілотів та несправності навігаційного устаткування.
- 24 серпня літак «Боїнг 737» авіакомпанії «Ітек Ейр», що виконував рейс Бішкек — Тегеран, через 12 хвилин після вильоту з Бішкека спробував здійснити аварійну посадку, але впав у полі за два кілометри від міжнародного аеропорту «Манас» і загорівся. На борту перебували 83 пасажири та 7 членів екіпажу, з них вижили 26 осіб.
- 14 вересня в Пермі розбився пасажирський літак «Боїнг 737—500» авіакомпанії «Аерофлот-Норд», що виконував рейс за маршрутом Москва-Перм. На борту літака перебував 88 осіб. Усі загинули.
- 1 жовтня в аеропорту Калінінграда «Храброво» літак Боїнг 737—300 авіакомпанії «КД-Авіа» здійснив аварійну посадку на злітно-посадкову смугу без випущених шасі. Літак отримав значні пошкодження, зокрема нижній частині фюзеляжу. на борту літака перебували 138 осіб, з них одна дитина і шість членів екіпажу. Жертв та постраждалих немає.
- 20 грудня літак Boeing 737—524 1994 року випуску, що належить американській авіакомпанії Continental Air Lines, виконував місцевий пасажирський рейс з Денвера до Х'юстона. На борту перебувало 110 пасажирів і 5 членів екіпажу. При виконанні зльоту зі злітної смуги правою викотився за межі смуги (близько 2000 футів від початку розбігу) і загорівся. 38 осіб були доставлені до лікарні.

2009
- 25 лютого в Голландії розбився турецький пасажирський літак Боїнг 737. Літак зазнав аварії при спробі здійснити посадку в аеропорту Амстердама. При падінні лайнер розвалився на три частини. На борту літака перебувало 135 осіб.
- 23 грудня авіалайнер Boeing 737 американської авіакомпанії American Airlines розбився в аеропорту столиці Ямайки міста Кінгстон. На борту літака були 152 людини. Ніхто з них не загинув, понад 40 постраждали.

2010
- 25 січня літак «Боїнг 737» авіакомпанії Ethiopian Airlines, що виконував рейс Бейрут — Аддис-Абеба з 90 пасажирами на борту, впав в Середземне море.
- 13 квітня в аеропорту «Рендані» міста Манокварі, столиці індонезійської провінції Західне Папуа літак індонезійської авіакомпанії Merpati здійснював посадку під проливним дощем, з'їхав зі злітно-посадкової смуги в річку і розвалився на декілька частин, двадцять осіб отримали поранення різного ступеня тяжкості. На борту літака перебувало 100 осіб.
- 22 травня під час заходу на посадку в аеропорту Мангалора розбився літак Боїнг-737 компанії Air India, що прямував з Дубая, зі 166 людей на борту вижило 8.
- 16 серпня «Боїнг 737» компанії Aires зі 131 пасажиром на борту при заході на посадку на колумбійському острові Сан-Андрес в Карибському морі на посадковій смузі розколовся на три частини, загинула одна людина, є поранені.

2011
- 30 липня у міжнародному аеропорту Чедді Джаган в Гаяні Boeing 737—800 авіакомпаній Caribbean Airlines, що виконував рейс з Нью-Йорка в Гаяну із зупинкою в Тринідад і Тобаго, в умовах поганої видимості через дощ викотився за межі злітно-посадкової смуги та розвалився на дві частини. Ніхто зі 140 пасажирів не загинув.
- 20 серпня розбився «Боїнг 737» канадської авіакомпанії First Air, що прямував з Єллоунайф в одне із найпівнічніших поселень країни Резольют, загинули 12 людей з 15 на борту.

2012
- 20 квітня в Ісламабаді розбився пасажирський літак «Боїнг 737—200», на борту якого перебувало 127 осіб.

2013
- 18 травня при приземленні в аеропорту Внуково літака авіакомпанії «UTair» (рейс «Ставрополь-Москва») сталося руйнування коліс шасі з наступним горінням. По аварійному трапу були евакуйовані 136 пасажирів. Ніхто не постраждав.
- 17 листопада Boeing 737—500 авіакомпанії «Татарстан» рейсу Москва-Казань розбився при спробі приземлення в Казані о 19:26 за місцевим часом. Всі 44 пасажири та 6 членів екіпажу загинули. Літак знаходився в експлуатації протягом 23 років (з 1990), компанія «Татарстан» була сьомим експлуатантом (лізинг) літака. Серед загиблих: 2 дітей, син президента Татарстану Ірек Мінніханов, голова УФСБ Татарстану генерал О. Антонов[3].

2018
- 29 жовтня літак індонезійської авіакомпанії впав у Яванське море. Всі 189 пасажирів та 7 членів екіпажу загинули.

2019
- 10 березня літак моделі Boeing 737 MAX Ефіопських авіаліній зазнав аварії в Кенії. Всі 149 пасажирів і 8 членів екіпажу загинули.

2020
- 8 січня літак моделі Boeing 737—800 авіакомпанії МАУ був збитий Іранськими військовими неподалік Тегерану, Іран. Всі 167 пасажирів та 9 членів екіпажу загинули. Незабаром із брифінгу прем'єр-міністра України стало відомо, що двоє пасажирів не сіли на борт літака[4]. За попередньою інформацією міністра закордонних справ України загинули громадяни наступних держав:

Іран — 82;
Канада — 63;
Україна — 2 + 9(екіпаж);
Швеція — 10;
Афганістан — 4;
ФРН — 3;
Велика Британія — 3.
11 січня 2020 року Іран визнав, що літак було збито випадково ракетою російського виробництва.
2024
- 26 квітня літак Delta Airlines Boeing 767−300, який прямував з Нью-Йорка до Лос-Анджелеса (США), незабаром після зльоту втратив аварійний трап. Провівши у повітрі всього 33 хвилини, літак знову приземлився у Міжнародному аеропорту імені Джона Кеннеді[7][8].

- 25 листопада біля Вільнюського аеропорту розбився вантажний літак Boeing 737, який перевозив з Лейпцигу (Німеччина) вантажі компанії DHL. Рейс виконувала компанія SWIFT Air. Один з членів екіпажу загинув, трьох інших госпіталізували до лікарні з пораненнями[9][10].

- 29 грудня 2024 року в аеропорту Муан Південної Кореї сталася катастрофа літака Boeing 737, під час якої загинуло щонайменше 124 людини[11].

## Виноски
1. ↑  http://active.boeing.com. Архів оригіналу за 21 листопада 2018. Процитовано 27 жовтня 2012. {{cite web}}: Зовнішнє посилання в |title= (довідка) [Архівовано 2018-11-21 у Wayback Machine.]
2. ↑  «The 737 Story: Little Wonder.» flightglobal.com. February 7, 2006. Retrieved: January 7, 2008.
3. ↑  Новая Газета: В Казані загинули 50 чоловік. Архів оригіналу за 19 листопада 2013. Процитовано 17 листопада 2013.
4. ↑  Падіння літака в Ірані / Брифінг Гончарука та Данилова. YouTube. 24 Канал. 8 січня 2020. Архів оригіналу за 29 квітня 2022. Процитовано 4 травня 2021.
5. ↑  @VPrystaiko (8 січня 2020). Наразі нам відома наступна інформація щодо країн походження загиблих в катастрофі #PS752: Іран - 82; Канада - 63; Україна - 2 + 9(екіпаж); Швеція - 10; Афганістан - 4; ФРН - 3; Велика Британія - 3. Висловлюємо наші співчуття. Українська влада продовжує розслідування (Твіт). Архів оригіналу за 13 вересня 2021. Процитовано 8 січня 2020 — через Твіттер.
6. ↑  Івануха, Максим (11 січня 2020). Іран визнав, що збив український літак. Суспільне. Архів оригіналу за 11 квітня 2021. Процитовано 24 січня 2022.
7. ↑  Delta plane's emergency slide falls off during flight. // By Clara McMichael,Sam Sweeney andIvan Pereira. April 26, 2024, 3:37 PM ET
8. ↑  У літака Boeing 767 під час польоту відірвався аварійний трап (ФОТО). 28.04.2024, 14:09
9. ↑  У Вільнюсі вантажний літак впав на житловий будинок. 25.11.2024, 09:25
10. ↑  Авіакатастрофа DHL не була диверсією — Міністр оборони Литви. 28.11.2024, 00:56
11. ↑  South Korea plane crash: At least 124 killed as Jeju Air aircraft crashes as Muan International Airport. BBC News (брит.). Процитовано 29 грудня 2024.